# Millançay
Millançay é uma comuna francesa na região administrativa do Centro, no departamento Loir-et-Cher. Estende-se por uma área de 57,18 km². Em 2010 a comuna tinha 778 habitantes (densidade: 13,6 hab./km²).